# Dialogus de mundi contemptu vel amore
Il Dialogus de mundi contemptu vel amore o Matricularius, attribuito a Corrado di Hirsau, è un'opera di carattere teologico della prima metà del XII secolo. 

## Contenuti
L'opera si sviluppa in un lungo dialogo tra un monaco S. e un chierico cattedrale R, in cui il primo cerca di convincere il secondo della maggiore bontà della vita ritirata monacale. Come indica il prologo si tratta di una “discussione per ragioni alternate”, ovvero ciascuno dei due personaggi sviluppa un argomento razionale per cercare di conquistare la posizione del suo interlocutore o difendere la propria. La cosa principale che il monaco rimprovera al chierico è di lasciarsi affascinare troppo dal mondo del creato: il chierico R. riconosce che la vera conversione comporta un perfetto amore della giustizia, il rifiuto di ogni occasione e desiderio di peccare e la repressione dei movimenti ribelli da parte della ragione, ma tutto ciò è al di là delle sue forze. Alla fine della discussione a cedere è il chierico, che riconosce la bontà e la razionalità delle affermazioni del monaco.
I due manoscritti che ad oggi riportano il Dialogus presentano al loro interno anche il Liber de fructu carnis et spiritus, l’Allocutio ad Deum e la raccolta De veritatis inquisitione. Il testo preannuncia due volte un’opera destinata a seguirlo ed estenderlo: si tratta del De fructibus carnis et spiritus, destinata ad aiutare il chierico nella suo passaggio alla vita monacale. Anche il De veritatis inquisitione ha probabilmente questo scopo, dato che si tratta di una lunga raccolta di sentenze che erano state richieste dal discepolo stesso (ad oggi è ancora presentata alla fine dell’opera), anche se questo non è mai direttamente collegato al dialogo, quanto più sembra a sua volta un ampliamento del De fructibus. Una delle ipotesi di lavoro fatte da Robert Bultot, editore critico dell'opera, è che l’autore intendesse creare un ulteriore collegamento tra la raccolta di sentenze e l’''Allocutio ad Deum'' creando una coppia, dato che quest’ultima si concentra sulla ricerca della verità. Le cinque opere sono evidentemente ed indissolubilmente collegate tra loro, anche se resta da capire perché il De fructibus carnis et spiritus ne sia stato poi scollegato.

## Edizione critica
Dialogus de mundi contemptu vel amore attribué à Conrad d’Hirsau, ed. R. Bultot, Louvain-Lille 1966 [contiene anche l’Allocutio ad Deum e il De veritatis inquisitione].